# Метод Пауэлла
Метод Пауэлла, также известный как метод сопряжённых направлений — прямой метод решения задач многомерной оптимизации. Этим методом наиболее эффективно осуществляется минимизация функций, близких к квадратичным. На каждой итерации алгоритма поиск осуществляется вдоль системы сопряженных направлений.